# 范诸农
范諸农（？—498年），5世紀末林邑国国王（在位：492年 - 498年）。范陽邁二世之孫。492年，討灭范当根纯，继承王位。遣使朝贡南朝齐，被封为都督缘海諸軍事、林邑王。498年，入朝南齐，在海上遭遇暴風，溺死。

## 传記資料
- 《南史》

| 前任： 范当根纯 | 占城第三王朝第5代王 492年 - 498年 | 繼任： 范文款 |